# 德意志造船厂 (基尔)
德意志造船厂（德語：Deutsche Werke）于1925年由皇家基尔造船厂和其他几所造船厂合并而成，这是根据第一次世界大战《凡尔赛条约》的安排而进行的，目的是为了削弱德国的国防工业。德意志造船厂由魏玛共和国政府拥有，总部位于柏林。
德意志造船厂最初主要建造商船，在1933年纳粹党上台后转为建造军舰。除造船外，德意志造船厂还生产军火，其中包括在美国很受欢迎的奥尔特吉斯半自动手枪。德意志造船厂的设备和厂房在第二次世界大战的轰炸中被毁，幸存的部分也在战争结束后被拆除。1955年，德意志造船厂被霍瓦尔特造船厂收购，成為今日的霍瓦尔特-德意志造船厂（Howaldtswerke-Deutsche Werft, HDW）。